# یواس‌اس تیرو (اس‌اس-۴۱۶)
یواس‌اس تیرو (اس‌اس-۴۱۶) (به انگلیسی: USS Tiru (SS-416)) یک زیردریایی بود که طول آن ۳۰۷ فوت (۹۴ متر) بود. این زیردریایی در سال ۱۹۴۷ ساخته شد.